# Marazoleja
Marazoleja er en by og kommune i det centrale Spanien i provinsen Segovia. Den har et indbyggertal på 96 (2024) indbyggere.